# Günter H. Lobe
Günter H. Lobe (* 1961 in Bamberg) ist ein deutscher Geigenbauer.

## Leben
Nach seiner Geigenbaulehre in Bubenreuth und Mittenwald legte er 1987 seine Meisterprüfung mit Auszeichnung ab. Seit 2008 ist Lobe Obermeister der Streich- und Zupfinstrumentenmacherinnung in Erlangen.

## Werk
Im Lauf der Jahre hat sich Günter H. Lobe auf die Reproduktion bedeutender Instrumente alter italienischer Meister spezialisiert. So entwickelte er aus originalen Violoncelli legendärer Meister wie Antonius Stradivari, Matteo Goffriller oder Domenico Montagnana seine Celli. Seine Violinen werden zumeist streng nach alten italienischen Vorbildern, bevorzugt nach Giuseppe Guarneri del Gesù oder Antonio Stradivari gearbeitet.
Besonders hervorzuheben sind neben der leichten Ansprache und guten Spielbarkeit seiner Instrumente der ausgewogene, brillante Klang sowie die optische Perfektion an Holz und die strahlenden Lackarbeiten von Volllack bis Antik-Finish, was bereits durch zahlreiche internationale Preise honoriert wurde.
Auch fertigt er in liebevoller Detailarbeit kunstvoll originalgetreue Kopien an. Als bedeutende Beispiele hierfür sind zu nennen:
- 1999: Kopie der „Tullaye“ von Antonius Stradivari, die in der Fachwelt großen Anklang fand
- 2007: Kopie der „il Cannone“ von Guarneri del Gesu
- sowie im Weiteren Kopien der „The King“ und „Kreisler“ von Guarneri del Gesu

## Auszeichnungen
- 1989: Silbermedaille für eine Geige beim Internationalen Geigenbauwettbewerb Mittenwald
- 1994: Silbermedaille für eine Viola beim 7. Internationalen Geigenbauwettbewerb „Antonio Stradivari“ in Cremona
- 1997: Auszeichnung für ein Violoncello bei der „Triennale Internazionale“ der Streichinstrumente in Cremona
- 1997: 2. Platz in der Klangwertung für ein Violoncello beim 3. Internationalen Geigenbauwettbewerb in Mittenwald
- 2001: Internationaler Geigenbauwettbewerb Jacobus Steiner: Sonderpreis für Violoncello Matteo Goffriller
- 2003: „Triennale Internazionale“ in Cremona: bester dt. Geigenbaumeister in der Kategorie Violine
- 2006: Sonderpreis für zweitbeste Violine (Modell Guarneri) beim 11. Internationalen Geigenbauwettbewerb in Cremona/Italien.